# Georg Schwarz (Schriftsteller, 1896)
Georg Otto Schwarz (* 13. Juli 1896 in Dortmund; † 12. Juli 1943 in Berlin) war ein deutscher Schriftsteller.

## Leben und Werk

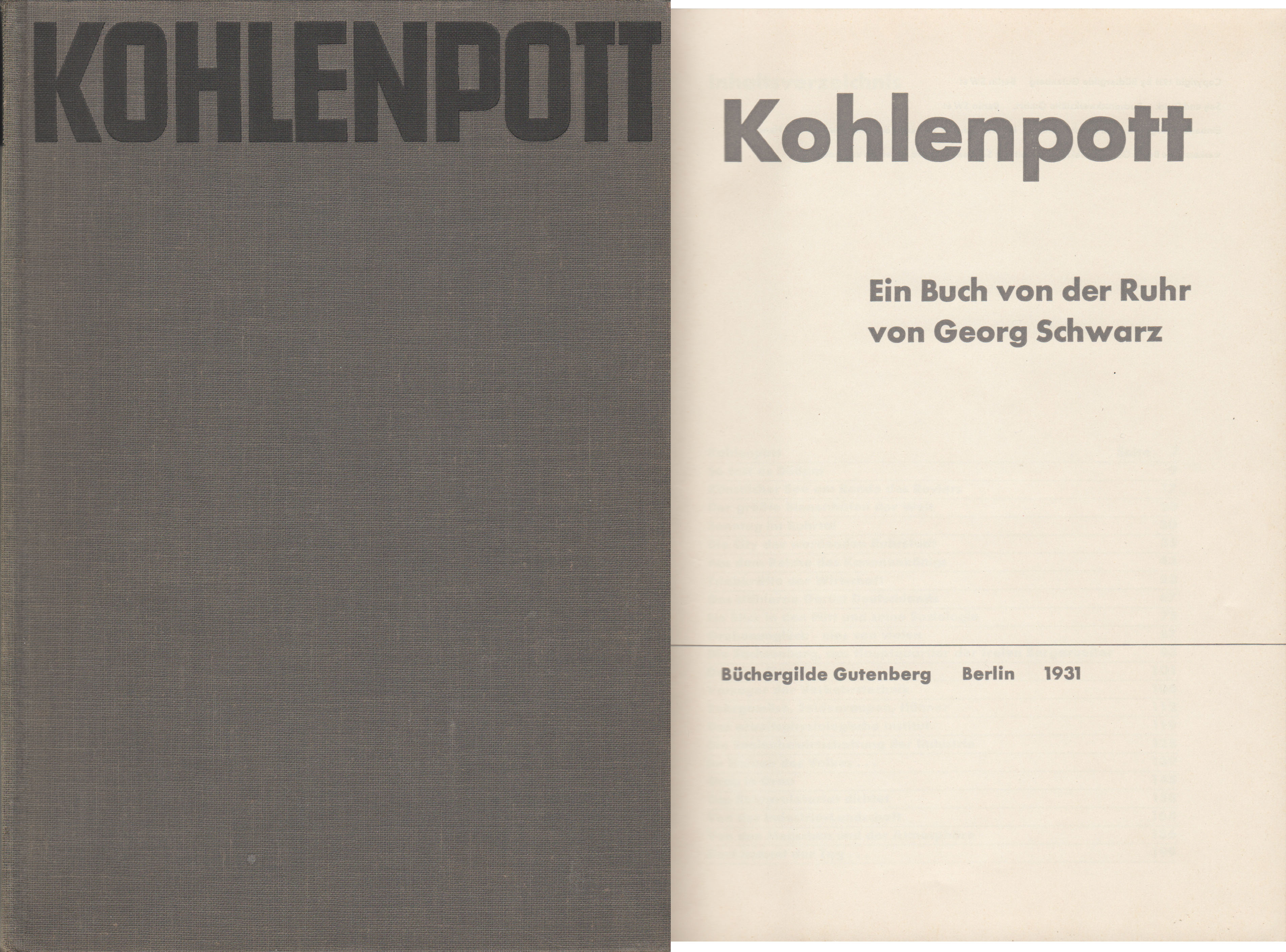
Kohlenpott von Georg Schwarz (1931)

Über das Leben von Georg Schwarz ist wenig bekannt. Nach eigenen Angaben wurde er als Arbeiterkind in Dortmund geboren. Sein Werdegang bis zu seiner Tätigkeit bei der Essener Arbeiterzeitung Der Abend Ende der 1920er Jahre liegt im Dunkeln.
Als Redakteur setzte sich Georg Schwarz dort mit der Lage der Arbeiter im Ruhrgebiet auseinander. Ideologisch stand er der Arbeiterbewegung nahe und vertrat eine kommunistische Weltsicht. Anfang der 1930er Jahre ging er nach Berlin, wo er Mitarbeiter der „Büchergilde Gutenberg“ wurde und für diverse Zeitungen schrieb. Die Themen kreisten dabei immer um das Ruhrgebiet, die Arbeiter- und Vagabundenliteratur. Sein 1931 erschienenes dokumentarisches Buch Kohlenpott, das für ein gesamtdeutsches Lesepublikum die Lebensbedingungen im Ruhrgebiet zur Zeit des ersten Zechensterbens während der Weltwirtschaftskrise schildert, entstand auf Initiative des Büchergilden-Lektors Erich Knauf und enthält neben einem umfangreichen Bildteil mit Fotografien von Erich Grisar, Annelise Kretschmer, Albert Renger-Patzsch und anderen die kritischen Reportagen Schwarz’ aus dem Bergarbeitermilieu. Der Gelsenkirchener Stadthistoriker Herbert Knorr hebt hervor, der Sozialist Schwarz versuche in seinen Reportagen, das Revier und seine Menschen einmal von einer anderen Seite anzusehen und neben ästhetisierenden Idyllen auch die Schattenseiten und Widersprüche zu zeigen. Nach dem Urteil des Bochumer Stadthistorikers Dietmar Bleidick durchzieht die „Dämonisierung der Industrie“ die Darstellung, die die Lebensverhältnisse der Arbeiterschaft anprangert, „von der ersten bis zur letzten Seite“. Der Literaturwissenschaftler Arnold Maxwill charakterisiert Schwarz als scharfen „Kritiker einer Verfilzung von Industrie und Politik“, der dem glorifizierenden „Kumpel-Ideal“ der Solidarität unter Tage die durch Profitstreben, Konkurrenzdenken und Militarisierung geprägte Arbeitsrealität entgegensetzt und damit einen solitären Platz in der Ruhrgebietsliteratur einnimmt, da sowohl in der NS-Zeit als auch danach in der Wirtschaftswunderzeit „allein euphorische Darstellungen erwünscht waren“.
Nach der „Machtergreifung“ der Nationalsozialisten veröffentlichte Schwarz mit Völker, höret die Zentrale eine scharfe Abrechnung mit der Politik der KPD während der Weimarer Republik. Sie erschien im rechtsnationalen Frundsberg-Verlag von Franz Seldte, wo er bis zum Besitzerwechsel des Verlags 1937 auch seine erzählenden Werke veröffentlichte. Es ist unklar, inwieweit Schwarz 1933 seine Meinung geändert hatte oder ob er seine aufgrund der kommunistischen Vergangenheit ohnehin prekäre Existenz in Nazideutschland auf diese Weise zu tarnen versuchte.
Den 1937 erschienenen Goethe-Roman (Geheimnis in Weimar. Roman um Goethe und Napoleon), dessen Handlung um einen fiktiven Attentatsplan auf Napoleon Bonaparte kreist, hält der Germanist Jens Kruse für ein mysteriöses Buch, dessen „Geheimnis“ womöglich in der Tarnung der eigenen weltanschaulichen Opposition des Autors liegen könnte. Für die Durchführung des Attentats benötigen die Verschwörer Notizen, die sich auf der Rückseite eines gestohlenen Liedmanuskripts von Goethe befinden, nach dem in dessen Auftrag auch zwei englische Hobbydetektive suchen. Diese müssen sich im französisch besetzten Weimar tarnen, erleben allerlei Verwicklungen und bauen Kontakte ins Weimarer Kulturmilieu auf, bis sie das geplante Attentat auf abenteuerliche Weise in letzter Minute verhindern können. Der Einband des Buches aus hellgrünem Ganzleinen ist mit einer farbigen Abbildung illustriert, die ein maskiertes Gesicht zeigt. Den Zensoren fiel die mögliche subversive Stoßrichtung gegen das NS-Regime aber offenbar nicht auf. „Wenn Schwarz hier eine versteckte Kritik beabsichtigt hat, war er jedenfalls so vorsichtig, sie nur detektivischem Spürsinn zugänglich zu machen.“
1939 veröffentlichte er eine illustrierte Abenteuergeschichte bei einem Potsdamer Kinderbuchverlag, der dem Umfeld regimekritischer Emigranten um Edith Jacobsohn und Kurt Leo Maschler zuzurechnen ist; 1941 folgte eine Biografie Ernst Schweningers, des Leibarztes Otto von Bismarcks, die im Reclam-Verlag erschien. Veröffentlichungsverboten oder Verfolgungsmaßnahmen unterlag Georg Schwarz während der NS-Zeit anscheinend nicht. Er starb am Tag vor seinem 47. Geburtstag, wahrscheinlich bei einem Bombenangriff in Berlin.

## Buchveröffentlichungen

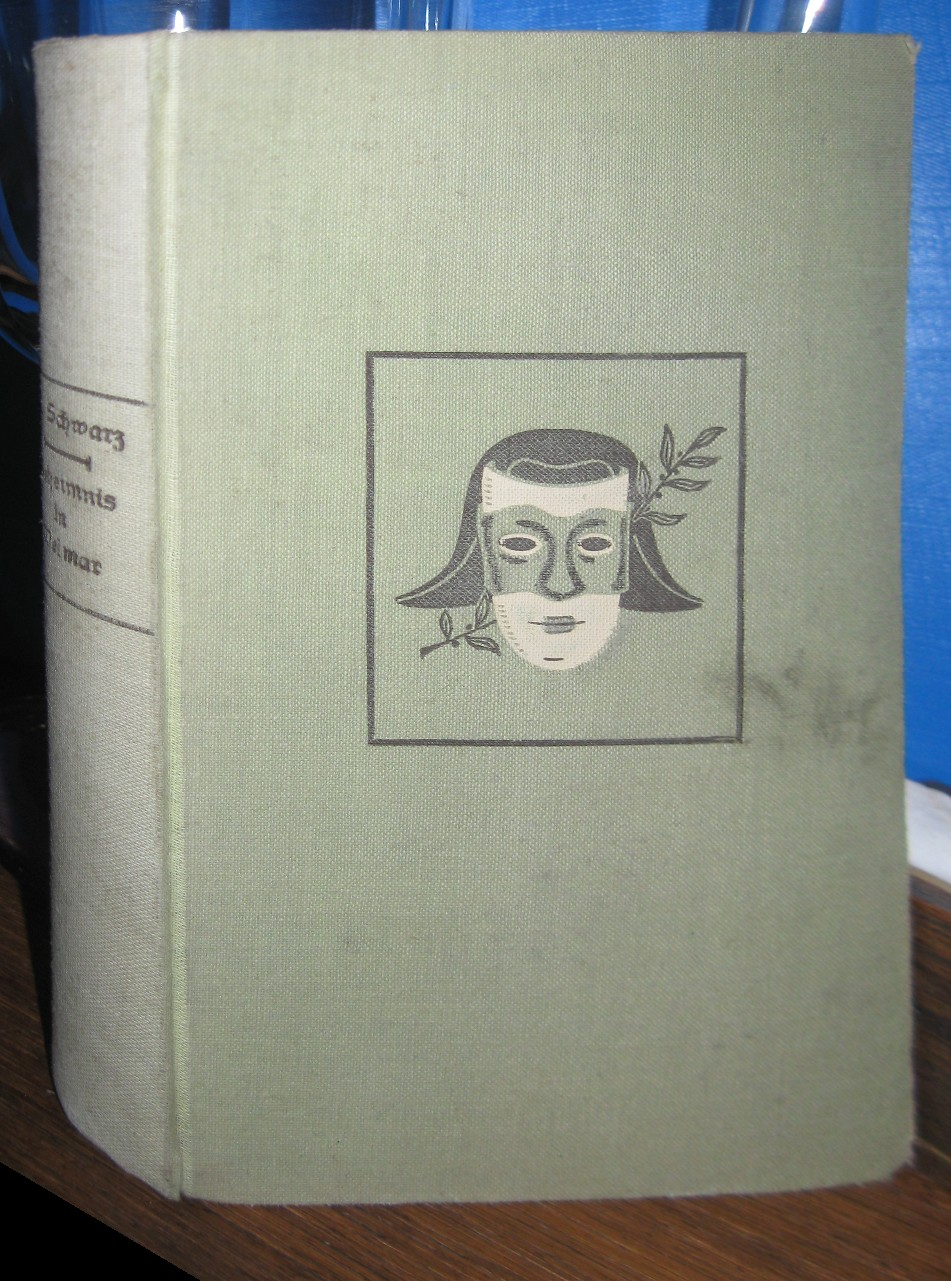
Einband des 1937 erschienenen Goethe-Romans von Georg Schwarz

- Kohlenpott. Ein Buch von der Ruhr. Büchergilde Gutenberg, Berlin 1931; wieder 1961
  - Nachdruck: Kohlenpott 1931. Reihe Ruhrland-Dokumente. Klartext-Verlag, Essen 1986, ISBN 3-88474-316-3 Online bei Projekt Gutenberg-DE
- O.B. Server (Pseudonym): Matadore der Politik. Sechsundzwanzig Politikerporträts mit 26 Karikaturen von Erich Goltz. Universitas Deutsche Verlags-Aktiengesellschaft, Berlin 1932
- Völker, höret die Zentrale. KPD bankrott. Frundsberg Verlag, Berlin 1933[5]
- Der Diamanten-Herzog. Geschichte eines Prätendenten. Frundsberg Verlag, Berlin 1935
- Geheimnis in Weimar. Roman um Goethe und Napoleon. Frundsberg Verlag, Berlin 1937
- Die Karawane nach Santa Fé. Williams Verlag[6] Potsdam 1939. Illustriert von Heiner Rothfuchs
- Ernst Schweninger. Bismarcks Leibarzt. Reclam-Verlag, Leipzig 1941